# Epicrioidea
Epicrioidea é uma superfamília monotípica de ácaros da ordem Mesostigmata, que inclui a família Epicriidae Berlese, 1885 com 6 géneros e mais de 40 espécies.

## Taxonomia
A superfamília Epicrioidea é monotípica, incluindo apenas uma família, com os seguintes géneros:
- Adenoepicrius Moraza 2005
- Berlesiana Türk, 1943
- Cornubia Türk, 1943
- Diepicrius Berlese, 1917
- Epicrius Canestrini & Fanzago, 1877
  - Epicrius Epicrius Canestrini & Fanzago, 1877
  - Epicrius Epicriella Willmann, 1953
- Neoepicrius Moraza & Johnston 2004

Os géneros acima incluem as seguintes espécies:
- Berlesiana Türk, 1943
  - Berlesiana cirrata (Berlese, 1916)
- Cornubia Türk, 1943
  - Cornubia ornata Türk, 1943
- Diepicrius Berlese, 1916
  - Diepicrius parisiensis Berlese, 1916
- Epicrius G. Canestrini & Fanzago, 1877
  - Epicrius bregetovae Chelebiev, 1986
  - Epicrius canestrinii (Haller, 1881)
  - Epicrius dimentmani Iavorschi, 1995
  - Epicrius heilongjiangensis Ma, 2003
  - Epicrius hejianguoi Ma, 2003
  - Epicrius kargi Solomon, 1978
  - Epicrius magnus Solomon, 1985
  - Epicrius mollis (Kramer, 1876)
  - Epicrius omogoensis Ishikawa, 1987
  - Epicrius parvituberculatus Ishikawa, 1987
  - Epicrius schusteri Blaszak & Alberti, 1989
  - Epicrius tauricus Bregetova, 1977
  - Epicrius washingtonianus Berlese, 1885
  - Epicrius minor Willmann, 1953